# Progreso kommun, Coahuila
Progreso är en kommun i Mexiko.   Den ligger i delstaten Coahuila, i den centrala delen av landet, 900 km norr om huvudstaden Mexico City. Antalet invånare är 3 473. Arean är 1 858 kvadratkilometer.
Terrängen i Progreso är platt åt nordost, men åt sydväst är den kuperad.
Följande samhällen finns i Progreso:
- San José de Aura